# 吉田洸二
吉田 洸二（よしだ こうじ、1969年5月6日 - ）は、長崎県佐世保市出身の高校野球指導者。

## 経歴
長崎県立佐世保商業高等学校では外野手として活躍したが、甲子園大会出場はなかった。3年夏の長崎県大会2回戦で長崎商業に敗れ、この試合をきっかけに指導者を志すようになる。高校卒業後は山梨学院大学へ進学した。
大学卒業後、母校の佐世保商業の監督に就任。長崎県立平戸高等学校を経て、2001年に長崎県立北松南高等学校（2003年より長崎県立清峰高等学校へ改名）の監督に就任した。
2005年夏に長崎県大会で優勝し、第87回全国高等学校野球選手権大会に出場。学校としても自身としても初となる甲子園出場を果たした。同大会ではエースの古川秀一を中心に、1回戦で同年の選抜大会優勝校である愛工大名電、2回戦では前年の準優勝校である済美に勝利し、「ミラクル清峰」と称された。
2006年春の第78回選抜高等学校野球大会にも出場し、決勝まで勝ち上がったが、決勝では福田永将らを擁する横浜に0-21と大敗し、準優勝となった。
2008年夏の第90回全国高等学校野球選手権記念大会に出場し、2回戦で敗退。大会後に監督を勇退して部長となったが、新監督が不祥事を起こしたため、再び監督に就任した。
2009年春の第81回選抜高等学校野球大会ではエース今村猛を擁し、3年ぶりに決勝へ進出。花巻東との決勝では今村が相手エースの菊池雄星に投げ勝ち、長崎県勢史上初となる甲子園大会優勝を成し遂げた。
2013年2月15日に母校の山梨学院大学の付属校である山梨学院大学附属高等学校の監督に就任することが発表された。
2016年夏の第98回全国高等学校野球選手権大会では、1回戦で自身が現役時代に敗れた長崎商業と対戦して勝利し、山梨学院就任後甲子園大会初勝利を記録した。
2023年春の第95回記念選抜高等学校野球大会では、清峰で監督を務めていた2009年以来、14年ぶりに決勝へ進出した。決勝でも報徳学園を7-3で下し、山梨県勢史上初となる甲子園大会優勝を達成し、史上4人目となる2校での甲子園大会優勝を成し遂げた。

## 甲子園での成績
- 清峰：出場5回・13勝4敗・優勝1回・準優勝1回（春：出場2回・9勝1敗・優勝1回・準優勝1回／夏：出場3回・4勝3敗）
- 山梨学院：出場11回・10勝9敗（春：出場6回・9勝4敗・優勝1回／夏：出場5回・1勝5敗）
- 通算：出場16回 [注 1]・23勝 [注 2]13敗・優勝2回・準優勝1回（春：出場8回・18勝5敗・優勝2回・準優勝1回／夏：出場8回・5勝8敗）

## 主な教え子

### 清峰
- 古川秀一
- 今村猛
- 中村稔弥

### 山梨学院
- 垣越建伸
- 宮崎一樹